# Like a Rolling Stone
„Като търкалящ се камък“ (на английски: Like a Rolling Stone, освен буквалното значение, изразът Rolling stone се използва като идиом със значение „скитник“ и в случая това е правилният превод) е песен на американския изпълнител Боб Дилън, излязла през 1965 г. Това е единственият сингъл от албума му Highway 61 Revisited.
Песента е считана за най-великата композиция на Дилън. Like a Rolling Stone притежава революционна структура и изпълнение, неприсъща дотогава в популярната музика, и променя из основи идеите на комерсиалното изкуство.

## История на песента
Няколко седмици преди записа на Like a Rolling Stone Боб Дилън приключва турнето си във Великобритания, записано в документалния филм на Ди Ей Пенибейкър Don’t Look Back. В самата лента два момента запечатват създаването на песента. В първия приятелят на Дилън Боб Нюуърт кара музиканта да изпее куплет от песента на Ханк Уилямс Lost Highway, която започва с „Аз съм търкалящ се камък, сам и изгубен./Платих си живота с грехове.“ По-късно Дилън се заиграва с няколко акорда на пианото, в които се усещат основите на Like a Rolling Stone.
Веднага след турнето музикантът сяда и пише поема, която според някои се простира на 20 страници, а според други – на шест. В Уудсток, Ню Йорк, началото на юни, Дилън за три дни изчиства излишното от черновата и докарва произведението си до припев и четири куплета.
Самият музикант обаче се двоуми дали да вади на бял свят песента. Преди да отиде в студиото на Columbia Record, за да запише Like a Rolling Stone, той привиква в Уудсток Майк Блумфийлд, тогава китарист в Paul Butterfield Blues Band, и му споделя:
| „              | Не искам да свириш като Би Би Кинг, не искам да звучи като шибан блус. Искам да изсвириш нещо различно. | “ |
| Майк Блумфийлд | |   |

По-късно Дилън казва същото и на студийната група. Част от нея е органистът Ал Купър, който споделя за сесията:
| „        | Нямаше ноти, а карахме по слух. Пълен хаос, абсолютен пънк. Случи се просто така | “ |
| Ал Купър |                                                                                  |   |

## Студийни музиканти
- Боб Дилън – вокали и китара
- Майк Блумфийлд – китара (телекастър)
- Пол Грифин – пиано
- Ал Купър – орган
- Рък Савакъс – бас китара
- Боби Грег – барабани

## Кавър версии
Like a Rolling Stone е една от песните с най-много кавъри. Редица изпълнители я имат включена в репертоара си, част от тях са: The Jimi Hendrix Experience, Ролинг Стоунс, Шер, Дейвид Гилмор, Грийн Дей и още много други.